# Groupe Dumoulin
Pour les articles homonymes, voir Dumoulin.
Dumoulin, aussi appelé Groupe Dumoulin Électronique est une entreprise québécoise qui a opéré au Canada et aux États-Unis, jusqu'à sa fermeture en 2011.

## Première génération - 1946-1983
À son retour de la deuxième guerre mondiale au printemps de 1946, Eugène Dumoulin commence une activité d'entretien des radios et des tourne-disques. Il a localisé son magasin sur la rue Mistral dans le secteur Villeray de Montréal. Avec l'apparition de la télévision dans nos maisons, Eugène décide de former un partenariat avec son frère Robert en 1952 afin de faire face à ce nouveau défi sur un marché en pleine croissance[réf. nécessaire].
En 1966, les frères Dumoulin ont ouvert leur premier magasin de vente au détail faisant la promotion de la télévision couleur et des systèmes Hi-Fi. Cette nouvelle société s'appelle alors «R. E. Dumoulin T.V. Inc.»

## Seconde génération - 1983-1996
En 1983, Eugène et Robert confient leurs responsabilités à Jean-Guy Dumoulin, Gérald Dumoulin, tous deux fils d'Eugène Dumoulin ainsi qu'à Richard Desautels et Daniel St-Pierre. Jean-Guy Dumoulin et Richard Desautels avaient travaillé auparavant de nombreuses années pour Zenith Canada, alors que Gérald était déjà employé par Dumoulin depuis dix ans en tant que technicien. Daniel St-Pierre, pour sa part, avait précédemment travaillé pour le groupe Pages Jaunes en tant que graphiste durant plusieurs années[réf. nécessaire].
Avec l'arrivée du PC et d'autres produits de pointe, Dumoulin est alors parmi les premiers détaillants à Montréal à offrir ces produits à ses consommateurs[réf. nécessaire].
De plus, avec une approche marketing nouvelle pour ce marché, l'entreprise ne tarde pas à accroitre son chiffre d'affaires de façon marquée[réf. nécessaire].
En 1985, le succès de l'entreprise déclenche la première phase d'expansion avec de nouveaux emplacements faisant la promotion de produits audio / vidéo et informatiques, tandis que les emplacements existants sont améliorés pour offrir une plus grande sélection de produits[réf. nécessaire].
En 1988, Dumoulin commence à offrir des services de remplacement de produits à un certain nombre de compagnies d'assurance. 

## Expansion et franchises - 1996-2011
En 1996, deux nouveaux associés se sont joints à l'équipe Dumoulin. Jacques Dumoulin, frère de Jean-Guy et Gérald, rejoint par José Linhares et Marc Mercier, anciens directeurs des ventes de l'est de Sony au Canada[réf. nécessaire].
Leur arrivée marque une expansion sans précédent du Groupe Dumoulin Electronique. En 1996, Dumoulin met en place une stratégie de franchise, qui est aussi exporté vers le reste du pays sous la bannière Audiotronic.
Au début de 2011, le groupe possède 21 magasins et 356 employés. Il est également à la tête d'un réseau de 89 magasins franchisés, dont une cinquantaine se trouvent à l'extérieur du Québec. À ce moment, la compagnie est la propriété de Jacques Dumoulin, Jean-Guy Dumoulin, Gérald Dumoulin, Richard Desautels et de Marc Mercier.

## Faillite - 2011
En février 2011, l'entreprise est soumise à une restructuration judiciaire gérée par le cabinet Raymond Chabot Grant Thornton, experts-conseils en redressement d'entreprise, et elle recherche des investisseurs,,. En septembre 2011, Centre Hi-Fi acquiert les franchisés Dumoulin. 